# Ellen Gallagher
Ellen Gallagher (Providence, 16 dicembre 1965) è un'artista statunitense.
Le opere di Gallagher spaziano fra dipinti, opere su carta e filmati, e mettono in discussione temi come gli stereotipi razziali e i principi di ordinamento imposti dalla società. Molte delle opere dell'artista vengono oggi esposte in molte mostre e nelle collezioni permanenti di vari musei.

## Biografia
Ellen Gallagher nacque il 16 dicembre 1965 a Providence (Rhode Island). Lei è afroamericana e di etnia birazziale: suo padre era un pugile professionista nato negli USA e di origini capoverdiane mentre sua madre era un'operaia cattolica irlandese di origine caucasica.
Gallagher frequentò la Moses Brown School, una scuola preparatoria elitaria di stampo quacchero a Rhode Island. Nel 1982, all'età di sedici anni, si iscrisse all'Oberlin College (Ohio) dove studiò scrittura. Dopo un anno interruppe gli studi in quell'istituto ed entrò a far parte di un sindacato di falegnami di Seattle. Nel 1989 frequentò lo Studio 70 di Fort Thomas (Kentucky) prima di conseguire una laurea in belle arti presso la School of the Museum of Fine Arts at Tufts di Boston nel 1992. La sua educazione artistica proseguì nel 1993 presso la Skowhegan School of Painting and Sculpture nel Maine. Prima di diventare una professionista dell'arte, Gallagher aveva anche trovato lavoro come pescatrice commerciante in Alaska e nel Maine.
Gallagher intraprese ufficialmente la sua carriera artistica nel 1995. La sua prima mostra personale venne tenuta nello spazio espositivo di Mary Boone, a SoHo (Manhattan). L'artista scelse tale ubicazione per la "neutralità" dell'ambiente che, stando alle sue parole, avrebbe permesso alle "estetica astratta delle mie creazioni di spiccare maggiormente". Più tardi, l'artista espose le sue opere presso molte altre gallerie fra cui la Gagosian Gallery di New York e nella galleria di Anthony D'Offay di Londra.
Nel 1995, le opere di Gallagher vennero esposte alla Whitney Biennal mentre nel 2003 trovarono spazio alla Biennale di Venezia. Nel 2009, l'artista Chuck Close creò un ritratto su tessuto raffigurante Gallagher. Oggi l'artista viene rappresentata dalla Gagosian Gallery (New York) e dalla Hauser & Wirth (Londra).

## Stile e tecnica
Gallagher è una pittrice astratta e artista multimediale che crea opere minimaliste con narrazioni tematiche. Alcune delle opere di Gallagher si basano sul tema della pubblicità che cambia costantemente e vengono realizzate sfruttando immagini tratte da riviste rivolte agli afroamericani come Ebony, Sepia e Our World. Le opere più famose di Gallagher sono i suoi collage a griglia ricavati da riviste e raggruppati in pezzi più grandi come, ad esempio, eXelento (2004), Afrylic (2004) e DeLuxe (2005). Ognuna di queste opere contiene fino a un massimo di 60 stampe realizzate con un mix di varie tecniche (fotoincisione, acquaforte, collage, tagli, graffi, serigrafia, stampa offset e manipolazione dell'opera). Gallagher incolla anche pezzi di quaderni cartacei sulle sue tele per creare superfici ruvide.
Gallagher affronta, più o meno direttamente e in maniera formale (come conferma l'uso di griglie), il tema della razza, che affiora in alcuni collage giallastri ispirati ai fogli semitrasparenti utilizzati dai bambini a scuola, e a certe opere che presentano pittogrammi, simboli, codici e altre figure ripetute; essi sarebbero mirati a gettare una riflessione su vari stereotipi razzisti come le "labbra dei neri", gli "occhi da insetto" e i Minstrel show americani dell'Ottocento, nonché a rappresentare i "principi dell'ordine" imposti dalla società. A volte, la collagista si serve anche di immagini storiche. Alcuni soggetti presenti nelle opere di Gallagher sono ricorrenti e "iconici" come, ad esempio, l'infermiera o l'uomo dalla gamba fasciata. Dato che le sue prime opere furono criticate per la presenza di troppi elementi razziali e razzisti, lei decise di adottare, in un secondo momento, immagini meno esplicite e provocatorie.
Oltre ad utilizzare immagini caricaturali e razziste, Gallagher ritrae corpi, include poesie ed elementi della cultura pop e, per ritrarre il binario razziale all'interno della società, adotta tonalità dorate. Gallagher adopera i materiali in modo insolito, e coniò una variante personale dello scrimshaw in cui scolpisce immagini sulla superficie di spessi fogli di carta da acquerello e vi disegna sopra con inchiostro, acquerello e matita. Queste opere raffigurano creature marine del leggendario mondo sottomarino di Drexciya, che sarebbero i discendenti degli schiavi annegati durante le tratte coloniali. Questa mitologia era stata precedentemente concepita dai Drexciya, un duo di musica techno di Detroit. Riferendosi alle sue opere realizzate utilizzando lo scrimshaw, Gallagher dichiarò che  "questi disegni sono raffigurati utilizzando la mia personale tecnica dello scrimshaw, cioè la scultura nell'osso che i marinai creavano quando smettevano di cacciare le balene. Li immagino in questa travolgente, spaventosa distesa di mare mentre realizzano questo tipo di tagli pur di avere qualcosa su cui focalizzarsi e che possono controllare". Alcune opere di Gallagher consisterebbero anche in codici ricavati da lettere ritagliate. In alcuni dei suoi primi pezzi, l'artista americana dipinse e disegnò su fogli di carta per calligrafia (carta foderata usata per praticare la scrittura a mano) che incollava sulle sue tele. Tale scelta stilistica non è casuale. Durante un'intervista rilasciata a Jessica Morgan, Gallagher affermò che "il senso di una superficie neutra in grado di accogliere qualsiasi segno sembra un modo ideale di comunicare la libertà", che la stessa artista definisce "idiosincratica" e "imperscrutabile".
Alcune delle prime influenze di Gallagher risalgono al periodo in cui frequentava la School of the Museum of Fine Arts e includono il Dark Room Collective, un gruppo di poeti dei dintorni di Inman Square, a Cambridge (Massachusetts) di cui la stessa sarebbe diventata coordinatrice artistica. Il collettivo Darkroom permise a Gallagher di esplorare il suo talento e sfruttare le sue radici afroamericane in ambito artistico. Sempre durante gli anni trascorsi alla Museum School of Fine Arts, Gallagher decise di ispirarsi ad artiste come Agnes Martin, Susan Denker, Ann Hamilton, Kiki Smith e Laylah Ali. Fra le altre fonti d'ispirazione di Gallagher vi sono il Rinascimento di Harlem, l'astrazione modernista e la scrittura ripetitiva di Gertrude Stein.